# Semieix
|  | Per a altres significats, vegeu «palier». |

En matemàtiques el terme semieix designa la meitat d'un eix, entès tant en el sentit de línia de simetria, com en el sentit de la longitud d'aquesta línia. En particular, s'utilitza en els casos següents:
- Els semieixos coordenats, és a dir, les dues semirectes en què l'origen de coordenades divideix cadascun dels eixos coordenats.
- Els semieixos d'una cònica com l'el·lipse o la hipèrbola: semieix major i semieix menor, quantitats que en mesuren la grandària (i que en el cas d'una circumferència coincideixen amb el radi).